# Agogo, Ghana

Agogo är en ort i södra Ghana. Den är huvudort för distriktet Asante Akim North, och folkmängden uppgick till 32 196 invånare vid folkräkningen 2010. Richmond Boakye, landslagsspelare i fotboll, föddes i Agogo.